# Papouka (rejon orszański)
Papouka (biał. Папоўка; ros. Поповка, Popowka) – wieś na Białorusi, w obwodzie witebskim, w rejonie orszańskim, w sielsowiecie Piszczaława, nad Paczalicą.
Wieś położona jest po obu stronach drogi magistralnej M1, z której znajduje się tu zjazd.